# Липрехтероде
Липрехтероде (њем. Lipprechterode) општина је у њемачкој савезној држави Тирингија. Једно је од 32 општинска средишта округа Нордхаузен. Према процјени из 2010. у општини је живјело 619 становника. Посједује регионалну шифру (AGS) 16062033.

## Географски и демографски подаци
Липрехтероде се налази у савезној држави Тирингија у округу Нордхаузен. Општина се налази на надморској висини од 235 метара. Површина општине износи 9,7 km². У самом мјесту је, према процјени из 2010. године, живјело 619 становника. Просјечна густина становништва износи 64 становника/km².

## Међународна сарадња
| Мјесто | Држава    | Врста сарадње | Од    |
| ------ | --------- | ------------- | ----- |
|        | Француска | партнерство   | 1968. |
| Извор  |           |               |       |